# Mila no Multiverso
Mila no Multiverso é uma série de televisão brasileira infanto-juvenil de ficção científica, produzida pela Nonstop e Boutique Filmes para o Disney+. A primeira temporada da série estreou em 25 de janeiro de 2023. A segunda temporada tem previsão de estreia para 15 de julho de 2024, desta vez foi transferida como uma série original do Disney Channel. 

## Enredo
No aniversário de dezesseis anos, Mila recebe um presente muito especial. Mila agora pode viajar para frente e para trás entre diferentes universos paralelos para procurar sua mãe, Elis. Mas Mila logo descobre que o desaparecimento de sua mãe é apenas o começo da história e de sua jornada. Desde que Elis descobriu que vários universos existem em paralelo, ela foi caçada por um misterioso grupo chamado "Os Operadores". Mila tem que se ajustar a essa nova e extremamente perigosa situação e recebe o apoio dos amigos Juliana, Vinícius e Pierre. Junto com eles Mila viaja pelo imenso multiverso em busca de sua mãe Elis. Uma incrível aventura cheia de surpresas e perigos espera os amigos.

## Exibição
| Temporada | Temporada | Episódios | Exibição original     | Exibição original     |
| Temporada | Temporada | Episódios | Estreia da temporada  | Final da temporada    |
| --------- | --------- | --------- | --------------------- | --------------------- |
|           | 1         | 8         | 25 de janeiro de 2023 | 25 de janeiro de 2023 |
|           | 2         | 8         | 22 de julho de 2024   | 1 de agosto de 2024   |

## Elenco
| Ator/Atriz        | Personagem        | Temporadas | Temporadas |
| Ator/Atriz        | Personagem        | 1ª (2023)  | 2ª (2024)  |
| ----------------- | ----------------- | ---------- | ---------- |
| Laura Luz         | Mila Amorim       |            |            |
| Malu Mader        | Elis Amorim       |            |            |
| Yuki Sugimoto     | Juliana           |            |            |
| Dani Flomin       | Pierre            |            |            |
| João Victor       | Vinícius Camargo  |            |            |
| Rafaela Mandelli  | Verônica Santanna |            |            |
| Felipe Montanari  | Bóris             |            |            |
| Danilo de Moura   | Domênico          |            |            |
| Amanda Lyra       | Ilka              |            |            |
| Jader Januário    | Felipe            |            |            |
| Luana Tanaka      | Olivia            | -          |            |
| Bukassa Kabenkele | Jonas             | -          |            |

## Produção
Em 30 de outubro de 2021, o Disney+ anunciou o início das gravações de Mila no Multiverso, uma nova série brasileira de ficção científica. Laura Luz, Malu Mader, Yuki Sugimoto, Dani Flomin, João Victor, Rafaela Mandelli, Felipe Montanari, Danilo de Moura e Amanda Lyra foram confirmados no elenco. Mila no Multiverso fazia parte das novas produções totalmente desenvolvidas na região, com Julia Jordão como diretora. Em 21 de dezembro de 2022, foi divulgado que Mila no Multiverso chegaria na plataforma de streaming em 25 de janeiro de 2023.